# Aristolochia transtillifera
Aristolochia transtillifera är en piprankeväxtart som beskrevs av Ding Hou. Aristolochia transtillifera ingår i släktet piprankor, och familjen piprankeväxter. Inga underarter finns listade i Catalogue of Life.